# Josep Bernat i Baldoví

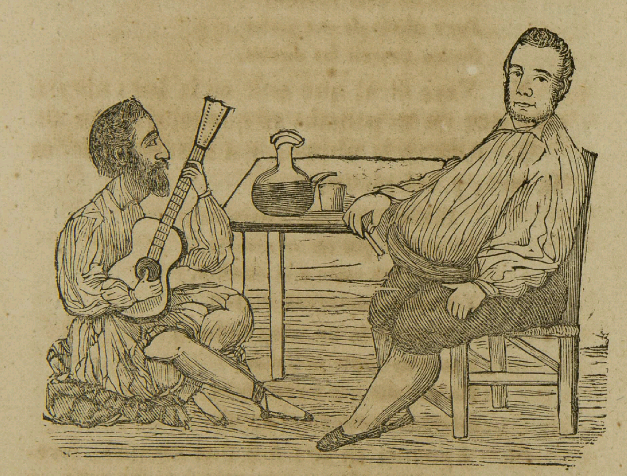
Retrat de Bernat i Baldoví i del seu col·laborador dins les pàgines del diari "La Donsayna".

Josep Bernat i Baldoví (Sueca, 19 de març del 1809 - 31 de desembre del 1864) va ser un escriptor i poeta valencià, cèlebre fonamentalment pels seus sainets. La seua obra més coneguda és el sainet satiricoeròtic El virgo de Vicenteta.

## Biografia[2]
Nasqué el 19 de març del 1809 a Sueca, fill d'Antonio Bernat i Francisca Baldoví. De jove, estudià a les Escoles Pies i més tard cursà Dret a la Universitat de València. Destacà sempre com un molt bon estudiant, dotat d'una memòria prodigiosa i d'una imaginació ben nodrida. Als 22 anys va llicenciar-se i va rebre el títol de doctor. Poc més tard, l'any 1832, va contarure matrimoni amb Juliana Artal. Sembla que la boda no estava massa ben vista pels pares de la nóvia, terratinents adinerats de Sueca que veien el jove advocat com un representant de les professions liberals, encara no consolidades dins el món tradicional de l'antic règim. L'any 1835 va ser nomenat jutge titular del partit judicial de Catarroja, treball que va interrompre el 1840, als 31 anys, després d'un accés de sordesa del qual no es recuperaria mai i que li va valdre, a partir d'aquell moment, el malnom de Lo Sord.
El seu perfil ideològic proper al moderantisme provocà que el 1840, en arribar al poder la facció progressista liderada pel general Espartero, la Junta d'Alzira el destituïra de la seua plaça de jutge de Catarroja. Tres anys més tard, però, el nou triomf del moderantisme tornà a col·locar-lo en llocs d'eixida destacats, tan a la política suecana com a l'espanyola, on els seus contactes i la seua fama ja reconeguda d'escriptor enginyós l'ajudaren a escalar posicions fins a resultar elegit diputat a Corts Generals l'any 1844.
Durant els seus anys a Madrid es relacionà intensament amb escriptors, curiosament la majoria de tendència progressista, com ara el vinarossenc Ayguals d'Izco. Així, i després d'haver col·laborat en revistes com La Risa, llançà un diari de caràcter humorístic, La Donsayna (1844). La intensa activitat literària dels anys a la Cort no es correspongué, però, amb la seua activitat parlamentària, que fou minsa i poc ressenyable. Finalment, cansat de la vida madrilenya i decebut, el 1846 retornà a València, on publicà les revistes humorístiques El Tabalet i El Sueco, i on de nou participà de forma activa en la vida política del seu poble.
Ja el 1851 Bernat i Baldoví va retornar a Madrid amb la idea de fundar un nou diari, també anomenat El Sueco però, a diferència de l'anterior homònim, escrit sols en castellà i de caràcter més seriós. També aquest diari va patir censures continuades pel seus enfrontaments directes amb el poder vigent i les campanyes ferotges posades en marxa contra polítics com Ramón Narváez i Leopoldo O'Donell. Finalment, el diari deixà de publicar-se, segurament per causes econòmiques, i Bernat tornà a Sueca, on les circumstàncies polítiques conjunturals de l'any 1854 el portaren al càrrec d'alcalde, que va detentar per un període escàs de 28 dies.
Els últims anys de Bernat i Baldoví estan marcats per la solitud i el rebuig d'una bona part del món cultural valencià. Envaït per un remordiment relacionat amb una religiositat retrobada, renegà de bona part de la seua obra per considerar-la immoral. El 1862, el mateix any en què l'escriptor de Sueca resta postrat a causa del seu pes excessiu, el diari La Opinión enceta contra ell una ferotge campanya amb qualificatius duríssims sobre el seu estil literari i la dubtosa moralitat de les seues obres. L'escriptor Enrique Pérez Escrich conta com va viure Bernat aquests darrers anys de retractació, assetjat per les campanyes que la naixent renaixença llorentinista dirigia contra ell: 
| « | He sido muy culpable —añadió José—; pero mi arrepentimiento es verdadero, y confío en que Dios me perdonará porque se lo pido con todo mi corazón. Y juntando las manos, se puso a rezar en voz baja... Mis escritos han hecho mucho daño, —replicó—; yo los rechazo, no quiero reconocerlos, y me arrepiento de haberlos escrito. Soy muy culpable, mucho; pero Dios es clemente y bueno, y me perdonará. | » |

## Ideologia
Format des de ben jove en un ambient universitari propens al liberalisme, la ideologia de Bernat i Baldoví va girar ben aviat vers un moderantisme eclèctic. L'autor de Sueca formà part de l'engròs de liberals que, després del primer envit antiabsolutista i de la derrota carlina, s'acomodà en posicions no excessivament trencadores. En tant que propietari acomodat, Bernat i Baldoví, a diferència d'alguns amics seus com el mateix Ayguals d'Izco o Josep Maria Bonilla, avantposà els seus interessos econòmics a qualsevol programa reformista; així, va ser sempre partidari de l'ordre i de la propietat privada, contemplà amb recel les posicions progressistes i demòcrates i s'oposà a qualsevol intent real de repartiment equitatiu de la riquesa.
Dels seus escrits i de les seues actuacions deduïm que va ser partidari de la reducció de càrrecs públics, favorable a la reducció de les despeses públiques, enemic acèrrim dels impostos i partidari del lliure comerç. El punt de vista de Bernat és el d'un escèptic realista, enemic de les grans gesticulacions idealistes i de l'esclerotització burocràtica de l'estat. Molt sovint adopta en els seus escrits el punt de vista de les classes treballadores, especialment el dels llauradors, als quals reflecteix sempre com la classe oprimida que acaba patint totes les conseqüències negatives d'un estat ineficient i opressor. En el fons, tal com assenyalen Bordería et alii es tracta d'una retòrica populista destinada a legitimar el seu programa polític.

## Obra literària
La utilització del valencià per part de Bernat i Baldoví no respon a cap intenció de reviscolar la llengua; molt menys a cap intenció de redreçament cultural o valencianisme polític. Ans al contrari, respon a l'objectiu de l'autor d'arribar a les classes populars en una època en què aquestes havien cobret un sobtat protagonisme. En aquesta línia, conreà una literatura sense pretensions cultes, satírica i marcadament dialectal en el llenguatge, que obtingué una gran audiència. Amb Josep Maria Bonilla i Martínez i Pasqual Pérez i Rodríguez redactà els setmanaris La Donsaina (1844), El Tabalet i El Sueco (1847).
Va ser autor dels primers llibrets de falla (1855) i és considerat l'iniciador del teatre popular valencià, amb obres com El gafaüt, Qui tinga cucs, que pele fulla, El virgo de Vicenteta, Pataques i caragols, La tertúlia de Colau, L'agüelo Pollastre, etc. En castellà escrigué el drama Los pastores de Belén. Va deixar escrits també alguns miracles per a les representacions tradicionals de la festa de Sant Vicent Ferrer: El mocador i La Fealdat i L'Hermosura, i se'l considera el primer autor de llibrets de falla. De fet, és ben probable que fóra l'iniciador del gènere amb el llibret més antic del qual es té notícia, el que escriví per a la falla de la Plaça de l'Almodí l'any 1855.
Els seus escrits reflecteixen el problema econòmic del camp valencià durant la primera meitat del segle xix i traspuen un escepticisme irònic pel que fa a les institucions constitucionals i administratives de l'època.

## Diaris
A partir de l'any 1844, Bernat i Baldoví, en col·laboració amb altres autors posa en marxa el diari La Donsayna, al qual seguiran en anys posteriors El Tabalet i finalment El Sueco. Aquests diaris conegueren un gran nombre de subscriptors arreu el País Valencià, i destacaren per dues característiques: 
a) Un pretés apoliticisme. Segons Ignacio Ballesteros, en les pàgines de La Donsayna o El Tabalet podem llegir articles que tenen com a objectiu la inhibició política dels llauradors i del sector popular, la contemplació del món rural com un tot ordenat i sense conflictes on qualsevol idealista o reformador ha de ser titllat de falsari.

b) Un llenguatge castellanitzat i dialectalitzant, mostra d'una manca d'interés per la recuperació social i gramatical de la llengua, i que prioritza la comunicació i la senzillesa: 
"Nosatros escribim en valensiá tal com se parla en lo dia; de modo que aconte de escriure "mitjana" posem "michana" que es com millor s'entén; aconte de escriure "lleig" y "vaig", posem "llech" y "vach"; aconte de "roig" y "goig", posem "roch" y "goch", y aso ho diferenciem de Vich y Munich, escrivint Vic y Múnic, y així en lo demés. Ara ya ho saben ben claret: després no vinga en cuentos algun docte de cuina"

## Obres[8]
- L'agüelo Pollastre
- Batiste Moscatell o la Mona de Pasqua
- Col·lecció de quadres
- Un ensaio fet en regla o Qui no té la vespra, no té la festa
- Un fandanguet en Paiporta
- El Gafaüt
- Jeroni i Bartoleta o la viuda i l'escolà
- La lletjor i la bellesa, miracle
- El mocador, miracle
- El Virgo de Vicenteta i l'alcalde de Favara o El parlar bé no costa un patxo
- Pasqualo i Vicenteta o El tribunal de Favara
- Qui tinga cucs, que pele fulla o Obedecer al que manda
- El Rei moro de Granada
- La tertúlia de Colau, o Pataques i caragols
- Els Misteris de Patraix